# Passe de Perdido

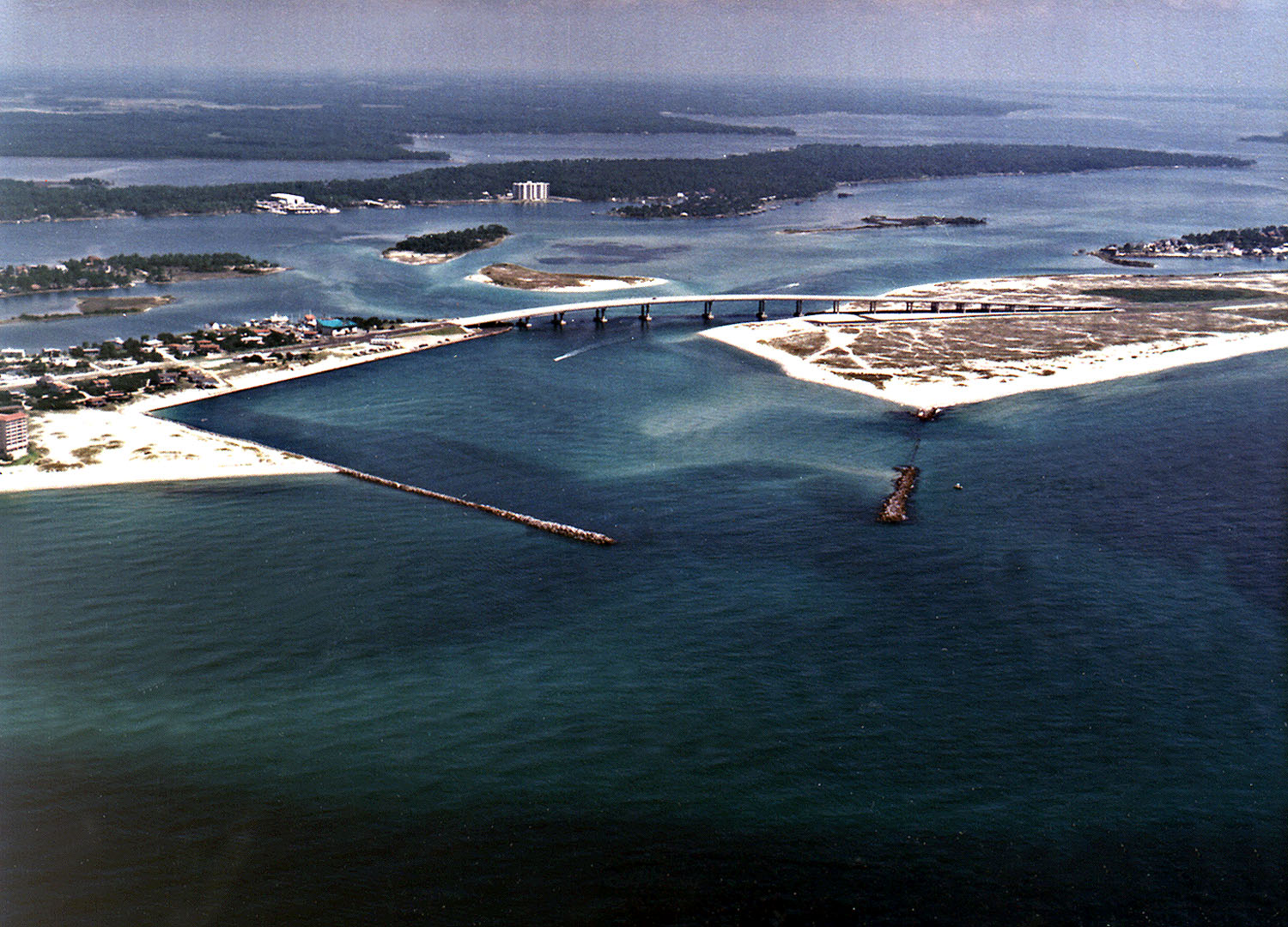
La passe de Perdido.

La passe de Perdido (en anglais : Perdido Pass) est un passage qui relie la baie de Perdido au golfe du Mexique, dans l'État américain de l'Alabama. Elle sépare la Alabama Point de Florida Point à l'embouchure du fleuve Perdido et est enjambée par un pont.